# Anton Pulanich
Anton Pulanich (ur. 9 czerwca 1898 w Holíč, zm. 4 stycznia 1962 w Dunajskiej Stredie) – słowacki generał, uczestniczył w obydwu wojnach światowych, w tym w agresji słowackiej na Polskę.
Podczas I wojny światowej uczestniczył w walkach przeciw armii rosyjskiej i włoskiej jako żołnierz armii Austro-Węgier. Od 1919 żołnierz armii czechosłowackiej, w 1923 przydzielony do 41. pułku piechoty.  
W czasie słowackiej agresja na Polskę w randze gen. II rangi, dowódca 1. Dywizji Piechoty „Jánošik” walczącej jako wojsko sojusznicze po stronie Niemiec. Dowodzone przez niego pułki współdziałały z niemieckim XVIII Korpusem Armijnym, walcząc m.in. na odcinku Jaworzyna, Czorsztyn, Knurów, Ustrzyk, Ochotnica, Jurgów, Niedzica.  Po zakończeniu agresji na Polskę dowódca sił lotniczych Słowacji. Od roku 1941 dowódca słowackiej Armii Polowej. Od 12 lipca do  25 lipca 1941 dowódca słowackich wojsk ekspedycyjnych przeciwko Związkowi Radzieckiemu, następnie dowódca armii słowackiej z siedzibą w Bańskiej Bystrzycy. 
1 stycznia 1944 złożył funkcje na rzecz gen. Jozefa Turaneca po dezercji dużej części wojsk słowackich na froncie wschodnim. Sam Pulanich pozostał lojalny wobec rządu w Bratysławie. Fakt, że odmówił wykonania decyzji prezydenta J. Tiso o wydaniu rozkazu rozbrojenia garnizonu w Bratysławie, służy mu na korzyść. Prawdopodobnie z powodu przeszłych wydarzeń i uporczywych problemów zdrowotnych zrezygnował z funkcji i wycofał się w odosobnienie. 
Jednak wziął udział w październiku 1944 r. (po stłumieniu Słowackiego Powstania Narodowego) w uroczystej przysiędze oddziałów Gwardii Hlinki. W marcu 1945 był jednym z dostojników Republiki Słowackiej ewakuowanych z Bratysławy. Po wojnie przyjechał do Czechosłowacji. Powrócił nawet do armii, ale tylko formalnie, jako emerytowany oficer. Wkrótce władze 
czechosłowackie pozbawiły go stopnia wojskowego. Pulanich został zrehabilitowany w 1991 roku. 

## Ordery i odznaczenia
- Krzyż Żelazny – III Rzesza (wrzesień 1939)[3]